# Olympische Winterspiele 1988/Teilnehmer (Island)
| Gelbes Symbol für Goldmedaillen mit stilisierten Olympischen Ringen | Graues Symbol für Silbermedaillen mit stilisierten Olympischen Ringen | Braundes Symbol für Bronzemedaillen mit stilisierten Olympischen Ringen |
| ------------------------------------------------------------------- | --------------------------------------------------------------------- | ----------------------------------------------------------------------- |
| —                                                                   | —                                                                     | —                                                                       |

Island nahm an den Olympischen Winterspielen 1988 im kanadischen Calgary mit einer Delegation von drei Athleten in zwei Disziplinen teil, davon zwei Männer und eine Frau. Ein Medaillengewinn gelang keinem der Athleten.

## Teilnehmer nach Sportarten

### Ski Alpin
Männer
- Daníel Hilmarsson
Super-G: Rennen nicht beendet
Riesenslalom: 42. Platz (2:22,74 min)
Slalom: 24. Platz (1:55,29 min)

Frauen
- Guðrún Kristjánsdóttir
Riesenslalom: Rennen nicht beendet

### Skilanglauf
Männer
- Einar Ólafsson
30 km klassisch: 65. Platz (1:39:56,3 h)
50 km Freistil: 44. Platz (2:18:21,9 h)